# Вербицкий, Фёдор Васильевич
Фёдор Васильевич Вербицкий (1881—1971) — русский врач-бактериолог и учёный, доктор медицины (1907), профессор (1911).

## Биография
Родился в семье церковнослужителя 9 апреля (21 апреля по новому стилю) 1881 года в селе Тиница Черниговской губернии, ныне Бахмацкий район Черниговской области Украины. Его дед по материнской линии — Георгий Ермолаевич Рейн — был русским врачом и общественным деятелем.
Окончил Черниговскую классическую гимназию в 1899 году и Санrт-Петербургскую Императорскую Военно-хирургическую академию (ныне Военно-медицинская академия имени С. М. Кирова) в 1904 году, где был оставлен на три года для подготовки к преподавательской деятельности. В 1906 году, после защиты диссертации на учёную степень доктора медицины, Вербицкий был командирован за границу для продолжения научной работы. Работал в Берлинском гигиеническом институте Роберта Коха, Парижском Пастеровском институте и в лаборатории П. Эрлиха Франкфуртского института экспериментальной терапии.
Вернувшись в Россию, был приват-доцентом Военно-хирургической академии (1910), экстраординарным профессором Саратовского университета (1911, заведовал кафедрой врачебной диагностики с пропедевтической клиникой), ординарным профессором Киевского университета (1914, также заведовал кафедрой врачебной диагностики с пропедевтической клиникой). Находился на фронтах Первой мировой войны (служил врачом в военном госпитале), стал участником Гражданской войны (занимал административные посты в медицинских учреждениях Белой Армии).
С 1919 года Фёдор Васильевич Вербицкий находился в эмиграции. С 1920 года работал врачом в Белграде. В 1945—1948 годах — профессор, декан медицинского факультета Института международного здравоохранения в Мюнхене; в 1948 году — декан Зубоврачебного института. С 1949 года жил и работал в Аргентине: 1951—1965 годах — в отделе вирусологии Института микробиологии. Занимался исследованиями терморегуляции организма, химиотерапией, курортологией, бактериологией, клиникой внутренних и инфекционных болезней.
Умер в 1971 году в Аргентине в Буэнос-Айресе.

## Научные публикации
Сотрудничал со многими журналами и газетами, где публиковался. Ф. В. Вербицкий имел 48 научных трудов по бактериологии, биологии, клинике внутренних болезней. В их числе:
- Случай Адиссоновой болезни с обоюдосторонней атрофией надпочечников // Изв. Военно-мед. академии. 1906. Т. 13.
- К вопросу о теплорегуляции организма при действии термического раздражителя на слизистую оболочку желудка и кишок. С.-Петербург, 1907.
- Основы химиотерапии и её практическое значение // Изв. Военно-мед. академии. 1910. Т. 20.
- К вопросу о бактериоскопическом диагнозе чумных инфекций // Саратов : тип. Союза печ. дела, 1914. — [2], 18 с., 2 л. цв. ил.; 26.
- Морфологические изменения трипанозом при действии на них некоторых химиотерапевтических агентов // Журн. микробиологии. 1915. Т. 2, № 3.
- К вопросу о замене иностранных лечебных мест и вод отечественными // Рус. врач. 1915. Т. 14, № 23.

## Семья
Был женат на Тамаре Георгиевне Вербицкой (урождённая Рейн), дочь Георгия Ермолаевича Рейна.
Их дети: Фёдор (врач-хирург Русского корпуса), Николай, Лидия и Тамара.